# 本所法
本所法（ほんじょほう）とは荘園に関する荘務権の一環として本所が制定・行使した法。中世ヨーロッパにおいても成立した荘園の支配体制を維持するために存在し、こちらは一般に「荘園法（独: Hofrecht）」と呼ばれる。

## 概要
一般に「荘園領主」と呼ばれる階層は複数の職による重層的支配の下に成立している。「本所」とは複数ある職のうち、荘園内において荘務すなわち、司法・行政・警察活動を行う権限を有して法的支配を行使した者を指す（領家・本家の別称としての「本所」という語も存在するが、本来の意味での使用ではない）。本所法には、荘務権を有する本所と称される権門が属する法体系に根源を持つものと荘園内部における慣習法が本所に容認されたものがある。更に、本所が地域の事情に応じて定めた法も存在する。
公地公民制が機能していた時代には、国衙を含めた官司が司法・行政の権限を独占的に有していたが、荘園が成立して不輸の権・不入の権が確立されると、官司の役人及び法的権限が荘園から排除されて代わりに本所が司法・行政権を獲得した。ただし、現実的には荘園を寄進した者あるいは荘園支配の実務を行った荘官の中には在庁官人を兼ねる者も多いなど、完全に国衙の影響力を排除した例は少なかった。更に本所になった権門の多くが国衙を含めた官司の運営の主体であった公家とその手厚い保護を受けていた寺社であった。このため、初期の本所法も本所である権門の出自に属する公家法や寺社法、それに現地の慣習法や国衙が定めた国例などの地域独自の規定に拘束される場合が多かった。更に本所が持つ荘園内での職の地位や本所自身の現地及び中央に対する影響力も荘園ごとに差が存在し、全ての荘園に共通する要素を見出すのは困難である。更に本所法の中には本所そのものの家政のために定めた家務法と荘園に対して直接適用する荘園法に分けられ（ただし、「荘園法」という呼称は公武権力が荘園に対して実施する法に対する呼称でもある）、両者が混合されている場合もある。それでも、荘園機構自体の存続、生産秩序や治安の維持、年貢・公事の安定的な確保を行うために本所法が制定され、本所側（公家の家司・政所や寺院の三綱など）と起請文・請文などを交わした荘官によって実施された。
鎌倉時代に入ると鎌倉幕府によって地頭が導入され、地頭による大犯三箇条や地頭請の遂行によって本所法の裁量の幅が縮小され、更に室町幕府が荘園の一円支配を認める権限を獲得したことで却ってその代行者である守護の荘園への介入の口実を作った。その結果、武家法の補完的意味合いを果たすに過ぎなくなり、荘園公領制の解体とともに行われなくなった。